# Ujváry Ede
Ujváry Ede (Somogyacsa, 1876. március 10. – Szombathely, 1950. október 5.) Szombathely polgármestere.

## Élete
A somogyacsai kántortanító tizedik gyermekeként született. Pécsett érettségizett a ciszterci gimnáziumban. 1899-ben a Budapesti Tudományegyetemen avatták az államtudományok doktorává. Két évvel később a kolozsvári egyetemen szerzett jogi doktorátust[forrás?]. 1899-ben került Szombathelyre, ahol vármegyei közigazgatási gyakornokként kezdte pályáját. Hamarosan vármegyei aljegyző, 1900 májusától árvaszéki aljegyző. Két évvel később városi főjegyzővé választották, 1908-tól tanácsnok.
1914-től Kiskos István polgármester helyettese. A világháború alatt tartalékos hadnagyként szolgált. 1930-ban Szombathely polgármesterévé választották.

## Polgármesteri tevékenysége
Polgármesterségének ideje alatt összeírták a szegényeket, feltérképezték a nyomortanyákat. Új szeretetház épült, létrehozták a Gayer-parkot, új mederbe terelték a Gyöngyös szakaszát, megépült a strandfürdő, több utcát szilárd burkolattal láttak el.
Aktívan részt vett a Vasvármegyei Kultur-Egyesület munkájában, 1909-től titkára, 1919-től alelnöke. Az 1908-ban megnyílt Vasvármegyei Múzeum könyvtárának őre. A Szombathelyi Gyorsíró Egylet elnöke, a Szombathelyi Leánykör igazgatója.
65 évesen, 1941 áprilisában saját kérésére nyugdíjazták.

## Elismerései
- A polgári érdemrend II. osztálya (1917.)
- A Nagy Szent Gergely-Rend lovagja (1940, XII. Pius pápa)
- Magyar királyi kormányfőtanácsos (1941)

## Halála, emlékezete
1950-ben a Szent Márton temetőben helyezték örök nyugalomra.
Portréját 2006. dec. 12-én helyezték el ünnepélyesen a Savaria Múzeum Emlékfalán.

## Művei
- A szombathelyi iparkiállítás kalauza és katalogusa. Szombathely város ismertetésével. Szombathely, 1903. Fénynyom. képekkel.
- Magyar Alkotmány Tankönyve (1914) (Szerk.)